# Elegante rugvinkathaai
De elegante rugvinkathaai (Proscyllium habereri) is een vissensoort uit de familie van de rugvinkathaaien (Proscylliidae). De wetenschappelijke naam van de soort is voor het eerst geldig gepubliceerd in 1904 door Hilgendorf.